# Hesperantha pauciflora
Hesperantha pauciflora är en irisväxtart som beskrevs av Gwendoline Joyce Lewis. Hesperantha pauciflora ingår i släktet Hesperantha och familjen irisväxter. Inga underarter finns listade i Catalogue of Life.